# Pata Negra
Pata Negra és un grup de flamenc espanyol.
Formada al barri Las 3000 Viviendas de la ciutat de Sevilla pels germans Raimundo (cantant i guitarrista) i Rafael Amador (guitarrista i cantaor) després de la separació de la banda Veneno (la qual estava formada pels dos germans ja esmentats i el músic Kiko Veneno).
El seu estil deriva de ritmes basats en flamenc i blues, que ells van batejar com blueslería, marcant tendències entre altres bandes modernes de flamenc. Pata Negra posseeix sis àlbums gravats entre 1981 i 1995. Després del quart, els germans es van separar i Rafael Amador va quedar com a únic component, amb el qual col·laboraven altres músics.
Mentre, Raimundo s'embarcava en altres aventures. Hi ha també publicats un directe, gravat en 1994, i un altre disc que recull el millor del grup ("Best of Pata Negra", 1998). Sens dubte, el millor de la seva producció és el signat per tots dos i, especialment, el quart àlbum i últim que van fer junts, "Blues de la Frontera" (1987).

## Discografia

### Àlbums
- Pata Negra (Mercury, 1981)
- Rock gitano (Mercury, 1982)
- Guitarras callejeras (Nuevos Medios, 1985)
- Blues de la frontera (Nuevos Medios, 1987)
- Inspiración y locura (Nuevos Medios, 1990)
- El directo (Nuevos Medios, 1994)
- Como una vara verde (BMG Latin, 1995)

### Recopilatoris
- Arte flamenco(1994)
- Rock gitano (nuevas mezclas)(1994)
- Best of Pata Negra (1998)